# ProQuest Dissertations and Theses
ProQuest Dissertations and Theses (PQTD, ex ProQuest Digital Dissertations) è una base di conoscenza online chiusa e proprietaria della casa editrice ProQuest, che fornisce agli utenti registrati e abbonati l'accesso a una banca dati di tesi e dissertazioni di laurea e dottorato, composta da oltre 5 milioni di titoli provenienti dalle università do 100 Paesi.
Il solo database bibliografico, privo dei testi integrali, è noto anche col nome di Dissertations Abstracts o di Dissertations Abstracts International.

Per ogni record, viene fornito sia l'abstract che la consultazione del testo integrale. I titoli sono indicizzati a partire dall'anno 1637.
Nel 1997 è iniziato il processo di digitalizzazione degli archivi cartacei in forma di microfilmati. A partire dal 2015, ha introdotto la possibilità per gli autori delle opere di chiedere l'associazione delle tesi con l'identificativo ORCID.
Il tasso di accettazione annuo supera il 90% delle tesi inviate dal Nord America, dall'Europa e dl'Asia.